# This is my life (Edward Maya)
This is my life is een single van Edward Maya uit 2010. Aan de single werkte ook zangeres Vika Jigulina mee.
Het is de tweede single van Edward Maya in Nederland, het is de opvolger van de nummer 1-hit Stereo love.
Het nummer werd verkozen tot Dancesmash op Radio 538.

## Hitnotering
| "This is my life" in de Nederlandse Top 40 - binnen: 23-01-2010 | "This is my life" in de Nederlandse Top 40 - binnen: 23-01-2010 | "This is my life" in de Nederlandse Top 40 - binnen: 23-01-2010 | "This is my life" in de Nederlandse Top 40 - binnen: 23-01-2010 | "This is my life" in de Nederlandse Top 40 - binnen: 23-01-2010 | "This is my life" in de Nederlandse Top 40 - binnen: 23-01-2010 | "This is my life" in de Nederlandse Top 40 - binnen: 23-01-2010 | "This is my life" in de Nederlandse Top 40 - binnen: 23-01-2010 | "This is my life" in de Nederlandse Top 40 - binnen: 23-01-2010 |
| Week                                                            | 1                                                               | 2                                                               | 3                                                               | 4                                                               | 5                                                               | 6                                                               | 7                                                               |                                                                 |
| --------------------------------------------------------------- | --------------------------------------------------------------- | --------------------------------------------------------------- | --------------------------------------------------------------- | --------------------------------------------------------------- | --------------------------------------------------------------- | --------------------------------------------------------------- | --------------------------------------------------------------- | --------------------------------------------------------------- |
| Nummer                                                          | 33                                                              | 27                                                              | 24                                                              | 24                                                              | 24                                                              | 37                                                              | 40                                                              | uit                                                             |

| "This is my life" in de Nederlandse Single Top 100 - binnen: 23-01-2010 | "This is my life" in de Nederlandse Single Top 100 - binnen: 23-01-2010 | "This is my life" in de Nederlandse Single Top 100 - binnen: 23-01-2010 | "This is my life" in de Nederlandse Single Top 100 - binnen: 23-01-2010 | "This is my life" in de Nederlandse Single Top 100 - binnen: 23-01-2010 | "This is my life" in de Nederlandse Single Top 100 - binnen: 23-01-2010 | "This is my life" in de Nederlandse Single Top 100 - binnen: 23-01-2010 | "This is my life" in de Nederlandse Single Top 100 - binnen: 23-01-2010 | "This is my life" in de Nederlandse Single Top 100 - binnen: 23-01-2010 | "This is my life" in de Nederlandse Single Top 100 - binnen: 23-01-2010 | "This is my life" in de Nederlandse Single Top 100 - binnen: 23-01-2010 | "This is my life" in de Nederlandse Single Top 100 - binnen: 23-01-2010 |
| Week                                                                    | 1                                                                       | 2                                                                       | 3                                                                       | 4                                                                       | 5                                                                       | 6                                                                       | 7                                                                       | 8                                                                       | 9                                                                       | 10                                                                      |                                                                         |
| ----------------------------------------------------------------------- | ----------------------------------------------------------------------- | ----------------------------------------------------------------------- | ----------------------------------------------------------------------- | ----------------------------------------------------------------------- | ----------------------------------------------------------------------- | ----------------------------------------------------------------------- | ----------------------------------------------------------------------- | ----------------------------------------------------------------------- | ----------------------------------------------------------------------- | ----------------------------------------------------------------------- | ----------------------------------------------------------------------- |
| Nummer                                                                  | 56                                                                      | 45                                                                      | 42                                                                      | 44                                                                      | 46                                                                      | 55                                                                      | 42                                                                      | 53                                                                      | 65                                                                      | 62                                                                      | uit                                                                     |